# قضیه استوکس
در هندسه دیفرانسیل، قضیه استوکس گزاره‌ای است درباره انتگرال فرم‌های دیفرانسیلی که حالت عمومی چند قضیه دیگر می‌باشد. این قضیه به نام جرج گابریل استوکس نام‌گذاری شده.

## تعریف
هرگاه {\displaystyle \psi } یک زنجیر k بعدی از رده {\displaystyle \varphi ''} در مجموعه {\displaystyle V\subset R^{m}} و {\displaystyle \omega } یک فرم (k-۱) بعدی از رده {\displaystyle \varphi '} در {\displaystyle V} باشد، آنگاه :
{\displaystyle \int _{\psi }d\omega =\oint _{\partial \psi }\omega }

## حالت‌های خاص
- حالت k = m = ۱ قضیه اساسی حساب دیفرانسیل و انتگرال با فرض اضافی مشتقپذیری است.
- حالت k = m = ۲ قضیه گرین است
- حالت k = m = ۳ قضیه دیورژانس گاوس است
- حالت k = ۲، m = ۳ قضیه‌ای است که توسط جرج گابریل استوکس کشف شد.

## رابطهتاو(چرخش یا کِرل) و قضیه استوکس
حالت خاصی از قضیه استوکس به قضیه کاربردی زیر تبدیل می‌شود که در بسیاری از کتاب‌های درسی از این قضیه به عنوان قضیه استوکس نام برده می شود:

در اینجا {\displaystyle \mathbf {F} \;} یک میدان برداری دلخواه در فضااست، {\displaystyle S} رویه ای جهت پذیر در فضا است به طوری که خم {\displaystyle C} مرز آن رویه است.
بردار {\displaystyle d\mathbf {r} }؛ بردار المان طول در راستای خم {\displaystyle C}(مرز رویه {\displaystyle S}) است و بردار {\displaystyle \mathbf {\hat {n}} } بردار یکه(به طول یک) و عمود بر رویه {\displaystyle S} است.

### انتخاب جهت بردار هایn^{\displaystyle \mathbf {\hat {n}} }وdr{\displaystyle d\mathbf {r} }
```
که برای هر یک از بردار های 

  

    

      

        

          

            

              
n

              
^

            

          

        

      

    

    
{\displaystyle \mathbf {\hat {n}} }

  

 و 

  

    

      

        
d

        

          
r

        

      

    

    
{\displaystyle d\mathbf {r} }

  

 در انتگرال های فوق دو جهت می توان در نظر گرفت و در صورت اشتباه در انتخاب جهت ها ممکن است تساوی فوق از لحاظ علامت اشتباه به دست آید.
```

برای انتخاب این جهت می توان به طریق زیر عمل کرد:
اگر فرض کنید که شخصی روی خم {\displaystyle C} در جهت انتگرالگیری (یعنی همان جهت {\displaystyle d\mathbf {r} }) راه برود و طوری بایستد که راستای قامتش در جهت {\displaystyle \mathbf {\hat {n}} } آنگاه دست چپ وی به سمت داخل رویه خواهد بود.